# Get Lucky (album med Mark Knopfler)
Get Lucky är det sjätte soloalbumet av Mark Knopfler. Det släpptes 14 september 2009 i Europa och dagen efter i USA.
Innan albumet släpptes sade Knopflers kompgitarrist Richard Bennett att albumet "det bästa vi gjort hittills" medan keyboardisten Guy Fletcher menade att den inte kommer att bli en listetta, utan mer ett album menat till fansen. Albumet mottog dock mycket bra recensioner från de flesta håll, och i de svenska kvällstidningarna fick albumet betyget fyra av fem (Expressen), respektive tre av fem (Aftonbladet).
Albumets omslag är en bild på en del av Fremont Casino i Las Vegas.
Låtarna "Border Reiver" och "Cleaning My Gun" släpptes den 28 augusti som singlar, och blev tillgängliga för nedladdning på Itunes. Den 9 november släpptes den digitala singeln "Remembrance Day/Piper to the End", där alla intäkter går till Royal British Legion's Poppy Appeal. I USA går intäkterna till liknande välgörenhet.
Mer än en månad innan skivsläppet fanns albumet tillgängligt för nedladdning runt om på Internet efter ett misstag från den officiella hemsidan.

## Låtlista
1. "Border Reiver" - 4:37
2. "Hard Shoulder" - 4:36
3. "You Can’t Beat The House" - 3:25
4. "Before Gas & TV" - 5:51
5. "Monteleone" - 3:37
6. "Cleaning My Gun" - 4:44
7. "The Car Was The One" - 4:02
8. "Remembrance Day" - 5:03
9. "Get Lucky" - 4:36
10. "So Far From The Clyde" - 6:01
11. "Piper To The End" - 6:18
12. "Early Bird" - 5:36 (släpptes endast genom Itunes)

Bonuslåtar (Deluxe Edition)
1. Pulling Down The Ride
2. Home Boy
3. Good As Gold

## Format
Albumet ges ut i tre olika format:
- Standard Jewel Case CD
- Limited Edition CD/DVD Digipack (inkluderar en visning runt studion British Grove av Mark Knopfler och Chuck Ainlay)
- Deluxe Edition Presentation Box
  - Standard CD
  - CD med tre bonuslåtar
  - Gitarrtabulatur för "Get Lucky"
  - Vinylversion av Get Lucky (dubbel-LP)
  - 3 × graverade pokerchips
  - 2 × graverade tärningar
  - Facsimile Gig Ticket
  - DVD:

Visning runt studion British Grove av Mark Knopfler och Chuck Ainlay
"Behind the Scenes Tour Footage"
Musikvideo till "Cleaning My Gun"

## Medverkande
- Mark Knopfler – sång, gitarr
- Guy Fletcher – keyboards
- Richard Bennett – gitarr
- Matt Rollings – piano, organ
- Glenn Worf – bas
- Danny Cummings – trummor, slagverk

Övriga musiker:
- John McCusker – fiol, cittern
- Phil Cunningham – dragspel
- Michael McGoldrick – flöjt, whistle

## Listor
| Albumlistor        | Position |
| ------------------ | -------- |
| Norge              | 2        |
| Tyskland           | 2        |
| Portugal           | 2        |
| Italien            | 2        |
| Nya Zeeland        | 3        |
| Sverige            | 6        |
| UK Albums Chart    | 9        |
| Frankrike          | 10       |
| Finland            | 17       |
| U.S. Billboard 200 | 17       |
| Australien         | 43       |

## Turné
Mellan den 8 april och 31 juli genomförde Mark Knopfler med band en turné i Nordamerika samt Europa med start i Seattle och avslut i Ávila, Spanien. Den 12 juni besökte bandet Sverige och ett utsålt Sofiero för en spelning.

### Nordamerika
| Datum    | Stad          | Arena                   |
| -------- | ------------- | ----------------------- |
| 8 april  | Seattle       | Moore Theater           |
| 9 april  | Vancouver     | Queen Elizabeth Theater |
| 10 april | Portland      | Keller Auditorium       |
| 11 april | Eugene        | Hult Centre             |
| 13 april | Oakland       | Paramount Theater       |
| 14 april | Santa Rosa    | Wells Fargo Centre      |
| 15 april | Temecula      | Pechanga Resort         |
| 16 april | Los Angeles   | Pantages Theater        |
| 17 april | Los Angeles   | Pantages Theater        |
| 18 april | Phoenix       | Dodge Theater           |
| 20 april | Denver        | Temple Hoyne Buell      |
| 21 april | Kansas City   | Midland Theatre         |
| 22 april | St Louis      | Fox Theater             |
| 23 april | Chicago       | Chicago Theater         |
| 24 april | Milwaukee     | Riverside Theater       |
| 25 april | Minneapolis   | State Theater           |
| 27 april | Ann Arbor     | Michigan Theater        |
| 28 april | Buffalo, NY   | Arts Center             |
| 29 april | Toronto       | Massey Hall             |
| 30 april | Montréal      | Salle Wilfrid-Pelletier |
| 1 maj    | Mashantucket  | MGM Grand at Foxwoods   |
| 2 maj    | Washington DC | Warner Theater          |
| 4 maj    | Boston        | Orpheum Theater         |
| 5 maj    | Red Bank      | Count Basie Theater     |
| 6 maj    | New York      | United Palace Theater   |
| 7 maj    | Upper Darby   | Tower Theater           |
| 8 maj    | Atlantic City | Caesar's Circus Maximus |
| 9 maj    | Albany        | The Palace Theater      |

### Europa
| Datum   | Stad        | Arena                             |
| ------- | ----------- | --------------------------------- |
| 19 maj  | Dublin      | O2                                |
| 20 maj  | Belfast     | Odyssey Arena                     |
| 21 maj  | Glasgow     | Glasgow SECC                      |
| 22 maj  | Newcastle   | MetroRadio Arena                  |
| 23 maj  | Birmingham  | LG Arena                          |
| 25 maj  | Manchester  | MEN Arena                         |
| 26 maj  | Cardiff     | CIA                               |
| 27 maj  | Brighton    | Brighton Centre                   |
| 28 maj  | Bournemouth | Windsor Hall                      |
| 30 maj  | London      | Royal Albert Hall                 |
| 31 maj  | London      | Royal Albert Hall                 |
| 1 juni  | London      | Royal Albert Hall                 |
| 2 juni  | London      | Royal Albert Hall                 |
| 3 juni  | London      | Royal Albert Hall                 |
| 4 juni  | London      | Royal Albert Hall                 |
| 6 juni  | Antwerpen   | Lotto Arena                       |
| 7 juni  | Frankfurt   | Festhalle                         |
| 8 juni  | Luxemburg   | Rockhal                           |
| 9 juni  | Paris       | Palais Omnisports                 |
| 11 juni | Danmark     | Under Broen                       |
| 12 juni | Helsingborg | Sofiero                           |
| 13 juni | Oslo        | Norwegian Wood Festival           |
| 14 juni | Bergen      | Vestlandhallen                    |
| 16 juni | Hamburg     | Color Line Arena                  |
| 17 juni | Hannover    | TUI Arena                         |
| 18 juni | Berlin      | O2 World                          |
| 19 juni | Leipzig     | Arena                             |
| 20 juni | Köln        | Lanxess Arena                     |
| 22 juni | Oberhausen  | König-Pilsener Arena              |
| 23 juni | Mannheim    | SAP Arena                         |
| 24 juni | Stuttgart   | Schleyerhalle                     |
| 25 juni | München     | Königsplatz                       |
| 26 juni | Prag        | O2 Arena                          |
| 28 juni | Amsterdam   | HMH                               |
| 29 juni | Amsterdam   | HMH                               |
| 30 juni | Amsterdam   | HMH                               |
| 2 juli  | Wrocław     | Hal Stulecial                     |
| 3 juli  | Wien        | Stadthalle                        |
| 4 juli  | Budapest    | Papp Laszlo Arena                 |
| 9 juli  | Padova      | Piazzale Camerini                 |
| 10 juli | Lucca       | Piazza Napoleone                  |
| 12 juli | Perugia     | Arena Santa Giuliana              |
| 13 juli | Rom         | Cavea Auditorio                   |
| 14 juli | Milano      | Arena Civica                      |
| 9 juli  | Padova      | Piazzale Camerini                 |
| 10 juli | Lucca       | Piazza Napoleone                  |
| 12 juli | Perugia     | Arena Santa Giuliana              |
| 13 juli | Rom         | Cavea Auditorio                   |
| 14 juli | Milano      | Arena Civica                      |
| 15 juli | Montreux    | Montreux Jazz Festival            |
| 16 juli | Mucamo      | Moon & Stars Festival             |
| 17 juli | Würzburg    | Feste Marienberg                  |
| 19 juli | Monte Carlo | Salle des Étoiles                 |
| 20 juli | Monte Carlo | Salle des Étoiles                 |
| 21 juli | Lyon        | Romains de Fourvière              |
| 22 juli | Nimes       | Romains de Fourvière              |
| 23 juli | Barcelona   | Palau Olímpic de Badalona         |
| 24 juli | Murcia      | Plaza de Toros                    |
| 25 juli | Cordoba     | Las Ventas Bullring               |
| 27 juli | Lissabon    | Campo Pequeno                     |
| 28 juli | Santiago    | Multiusos Fontes do Sar           |
| 29 juli | Madrid      | Las Ventas (tjurfäktningsarena)   |
| 30 juli | Bilbao      | Vista Alegre (tjurfäktningsarena) |
| 31 juli | Ávila       | Music Festival                    |

### Låtlista
Låtarna har för varje spelning varierat, men oftast sett ut på detta sätt:
1. "Border Reiver"
2. "Why Aye Man"
3. "What It Is"
4. "Sailing to Philadelphia"
5. "Cleaning My Gun"
6. "Hill Farmer's Blues"
7. "Romeo & Juliet"
8. "Sultans of Swing"
9. "Donegan's Gone"
10. "Marbletown"
11. "Speedway At Nazareth"
12. "Telegraph Road"
13. "Brothers in Arms"
14. "So Far Away"
15. "Piper to the End"

Övriga låtar som har spelats flitigt, oftast i utbyte mot nummer 2 och 5, är "Prairie Wedding" samt "Coyote". Även "Done with Bonaparte", "Our Shangri-La", "A Night in Summer Long Time Ago", "Remembrance Day" och "Going Home" har stått på låtlistan.